# SB-206,553
SB-206,553 je lek koji deluje kao mešoviti antagonist za 5-HT2B i 5- serotoninske receptore. On ima anksiolitička svojstava u životinjskim studijama i formira interakcije sa nizom drugih lekova. On takođe deluje kao pozitivni alosterni modulator α7 nikotinskih acetilholinskih receptora.